# Arthur Rachow

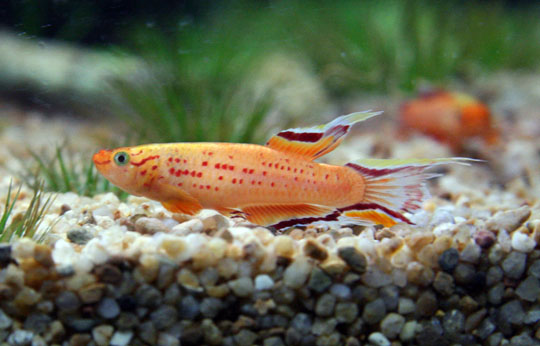
Arten Aphyosemion australe är beskriven av Rachow.

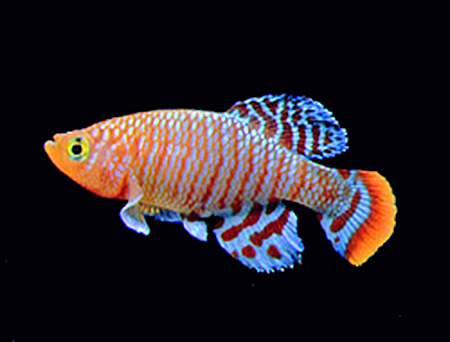
Arten Nothobranchius rachovii är uppkallad efter Rachow.

Arthur Rachow, född 13 juni 1884 i Hamburg, död 2 februari 1960 i Hamburg, var en tysk akvarist som vetenskapligt beskrivit ett litet antal arter av äggläggande tandkarpar, bland dem Aphyosemion australe. Fiskarten Nothobranchius rachovii är uppkallad efter Rachow.